# Ларга (Бакау)
Ларга (рум. Larga) насеље је у Румунији у округу Бакау у општини Дофтеана. Oпштина се налази на надморској висини од 325 m.

## Становништво
Према подацима из 2002. године у насељу је живело 1374 становника, од којих су сви румунске националности.